# Parc national Machalilla
Le parc national Machalilla (en espagnol : Parque Nacional Machalilla) est un parc national de l'Équateur, situé dans la province de Manabí.
D'une surface de 70 614 ha, il a été créé le 26 juillet 1979. Le parc est également un site Ramsar depuis le 7 octobre 2010,.

## Biodiversité
La faune sauvage inclut des tatous, deux espèces de singes et plus de 270 espèces d'oiseaux. Une grande majorité des mammifères recensés sont régionalement ou localement menacés. Le parc est l'unique habitat hormis les îles Galapagos des albatros des Galapagos. Les seuls recensements réalisés du martin-pêcheur d'Amérique en Équateur proviennent également des côtes de l'Équateur. La partie océanique du parc offre également un lieu de reproduction pour les baleines à bosse.
La végétation comprend le cactus Opuntia, des arbres gaïacs, des kapokiers et des algarobas. Le parc comprend une partie des déserts et des forêts tropicales de l'ouest de l'Équateur.